# La única que te entiende
"La Única Que Te Entiende" é uma canção interpretada pela atriz e cantora mexicana Lucero. Foi lançado em 28 de Fevereiro de 2006 como primeiro single do álbum Quiéreme Tal Como Soy pela EMI Music e Capitol Records.

## Informações
A canção é uma balada romântica que dura três minutos e 25 segundos e foi escrito por Rafael Pérez Botija, que colaborou com Lucero em vários álbuns anteriormente. "La Única Que Te Entiende" é regravação de "El Único Que Te Entiende", interpretado originalmente pelo cantor uruguaio Sérgio Fachelli para seu álbum Secretos, lançado em 1981.

## Lançamentos
"La Única Que Te Entiende" foi lançada em CD single em 28 de Fevereiro de 2006. No CD também foi incluído o making-of do vídeo clipe e uma entrevista com Lucero falando sobre a canção. O vídeo clipe foi gravado no Gran Hotel da Cidade do México e  dirigido por Adolfo Pérez Butrón. Foi lançado em Setembro de 2006 e no You Tube, foi disponível pela página oficial da EMI Music em 6 de Junho de 2009.

## Interpretações ao vivo
Lucero interpretou "La Única Que Te Entiende" pela primeira vez durante uma apresentação em Acapulco, em 24 de Agosto de 2006. Em Janeiro de 2007, Lucero interpretou a canção durante o Festival de la Serena, no Chile. Em 26 de Março de 2007, Lucero interpretou a canção durante sua apresentação no Auditório Nacional. Nesta apresentação, "La Única Que Te Entiende" teve acordes da canção "Bad Girls" da cantora Donna Summer. Posteriormente, a apresentação foi lançada em seu segundo álbum ao vivo En Vivo Auditorio Nacional, em 26 de Setembro de 2007.

## Formato e duração
- Airplay

1. "La Única Que Te Entiende" – 3:25

- CD single

1. "La Única Que Te Entiende" – 3:25
2. "Entrevista Generica" – 45:57

## Charts
| Chart (2006) | Posição |
| ------------ | ------- |
| México       | 14      |
| Argentina    | 13      |
| Costa Rica   | 2       |
| Colômbia     | 2       |
| Chile        | 1       |
| Guatemala    | 1       |
| Honduras     | 1       |
| Nicarágua    | 1       |
| Peru         | 3       |
| Venezuela    | 3       |

## Histórico de lançamentos
| País   | Data                    | Formato           | Gravadora                 |
| ------ | ----------------------- | ----------------- | ------------------------- |
| México | 28 de Fevereiro de 2006 | Airplay CD single | EMI Music Capitol Records |